# Salix retusa
Salix retusa L. è una pianta appartenente alla famiglia delle Salicacee diffusa in gran parte dell'Europa.

## Descrizione
Pianta cespugliosa dal lentissimo accrescimento, alta 10–30 cm; fusti ascendenti, tenaci, arrossati; foglie brevemente picciolate, con base cuneata, e lamina più o meno strettamente oblanceolata, rotonda o con tacca centrale all'apice (retusa), a margine quasi liscio; infiorescenza a spiga (amenti) multiflori, lunghi 1–2 cm; ovario giallo e squame gialle con sfumature rossastre; stami con filamento giallo ed antere rosse; i fiori maschili hanno due nettari, quelli femminili uno; il frutto è una capsula sessile e tormentosa.
Breve il periodo vegetativo (3-4 mesi), fiorisce da giugno ad agosto sui suoli nivali rupestri umidificati.